# Весьегонский муниципальный округ
Весьего́нский муниципальный о́круг — муниципальное образование на севере Тверской области России.
В рамках административно-территориального устройства области на его территории находится административно-территориальная единица, соответствующая категории округ, а сам город Весьегонск как территориальная единица получает статус города окружного значения.
Административный центр — город Весьегонск.

## История
Самые ранние письменные сведения о селе Весь Егонская, по мнению историков, относится к 1447 году. Также село Весь-Егонское впервые упомянуто в 1524 году в жалованной грамоте князя Василия Ивановича Симонову монастырю. Во владении монастыря село находилось вплоть до секуляризации монастырских земель в 1764 году, после чего стало экономическим. В 1776 году Весьегонск стал уездным городом Тверского наместничества. Тогда же был утверждён план города. В 1781 году Екатерина II утвердила герб Весьегонска: «В верхней части герб Тверской. В нижней — рак чёрный, в золотом поле, которыми воды, окружающие сей город, весьма изобилуют». Таким образом, значение герба предельно ясно из описания. С современного герба Весьегонского района убрана верхняя часть с тверским гербом, а рак развёрнут так что обращён не вниз, как ранее, а вверх.
Большое значение в жизни города приобрели Богоявленские ярмарки. Сюда приезжали купцы из Москвы, Ярославля, Вологды, Астрахани. Кроме них наибольшее значение в экономической жизни уезда играли рубка леса и сплав плотов по реке Мологе. Сам Весьегонск был очень маленьким городом. Здесь к 1902 году было застроено всего восемнадцать улиц.
Весьегонская земля связана со многими интереснейшими людьми: П. А. Дементьев — предводитель уездного дворянства и основатель американского города Санкт-Петербург; В. А. Серов — известный художник; военачальники П. Ф. Жигарев, В. М. Андреев, И. М. Афонин, А. И. Тодорский и другие. В период Великой Отечественной войны отличились многие весьегонцы. Пять человек — полные кавалеры ордена Славы: фронтовые разведчики С. К. Ларин и С. А. Кузьмин, пулемётчик В. Ф. Сергеев, сапёры В. П. Бобошин и Н. И. Киселёв. Гордость района — орденоносцы А. Т. Шакин и А. С. Цветков. За мужество и отвагу высоких правительственных наград были удостоены партизаны А. Д. Гришин, П. М. Обманов и другие.
В 1929—1940 и 1949—2019 гг. эта территория входила в Весьегонский район.
Весьегонский муниципальный округ образован 31 мая 2019 года на месте Весьегонского муниципального района с упразднением всех входивших в его состав городских и сельских поселений в соответствии с Законом Тверской области от 17 мая 2019 года.
В рамках административно-территориального устройства области на его территории образована административно-территориальная единица, соответствующая категории округ, а сам город Весьегонск как территориальная единица получает статус города окружного значения.
Он стал первым в России муниципальным округом, созданным в рамках начала действия Федерального закона от 1 мая 2019 г. N 87-ФЗ.

## Населённые пункты
В муниципальный округ входят 264 населённых пункта:
| №   | Населённый пункт                | Тип              | Население | муниципальное образование (до 2019 года) |
| --- | ------------------------------- | ---------------- | --------- | ---------------------------------------- |
| 1   | Аблазино                        | деревня          | 17        | Любегощинское сельское поселение         |
| 2   | Абросимово                      | деревня          | 0         | Кесемское сельское поселение             |
| 3   | Аксениха                        | деревня          | 8         | Любегощинское сельское поселение         |
| 4   | Алексейцево                     | деревня          | 0         | Чамеровское сельское поселение           |
| 5   | Алексино                        | деревня          | 43        | Кесемское сельское поселение             |
| 6   | Алешино                         | деревня          | 24        | Кесемское сельское поселение             |
| 7   | Алферово                        | деревня          | 92        | Любегощинское сельское поселение         |
| 8   | Ананино                         | деревня          | 0         | Чамеровское сельское поселение           |
| 9   | Арефино                         | деревня          | 20        | Ивановское сельское поселение            |
| 10  | Бадачёво                        | деревня          | 15        | Ёгонское сельское поселение              |
| 11  | Бараново                        | деревня          | 100       | Ивановское сельское поселение            |
| 12  | Барское Александрово            | деревня          | 0         | Пронинское сельское поселение            |
| 13  | Баскаки                         | деревня          | ↘37       | Ивановское сельское поселение            |
| 14  | Батеевка                        | деревня          | 19        | Любегощинское сельское поселение         |
| 15  | Башкино                         | деревня          | 0         | Чамеровское сельское поселение           |
| 16  | Бельское                        | деревня          | 18        | Чамеровское сельское поселение           |
| 17  | Беняково                        | деревня          | 23        | Романовское сельское поселение           |
| 18  | Болдырево                       | деревня          | 6         | Любегощинское сельское поселение         |
| 19  | Боловино                        | деревня          | 34        | Романовское сельское поселение           |
| 20  | Большое Мякишево                | деревня          | 1         | Кесемское сельское поселение             |
| 21  | Большое Овсяниково              | деревня          | 265       | Ёгонское сельское поселение              |
| 22  | Большое Фоминское               | деревня          | ↘57       | Кесемское сельское поселение             |
| 23  | Большое Шевелево                | деревня          | 0         | Любегощинское сельское поселение         |
| 24  | Бор                             | деревня          | 17        | Ивановское сельское поселение            |
| 25  | Борихино                        | деревня          | 6         | Ивановское сельское поселение            |
| 26  | Борихино                        | деревня          | 8         | Кесемское сельское поселение             |
| 27  | Борки                           | деревня          | 1         | Любегощинское сельское поселение         |
| 28  | Боровицы                        | деревня          | 1         | Ёгонское сельское поселение              |
| 29  | Бородино                        | деревня          | 7         | Любегощинское сельское поселение         |
| 30  | Борщево                         | деревня          | 17        | Пронинское сельское поселение            |
| 31  | Бренево                         | деревня          | 0         | Ивановское сельское поселение            |
| 32  | Бриково                         | деревня          | 13        | Романовское сельское поселение           |
| 33  | Бронниково                      | деревня          | 0         | Пронинское сельское поселение            |
| 34  | Бухрово                         | деревня          | 9         | Ивановское сельское поселение            |
| 35  | Ванево                          | деревня          | 0         | Кесемское сельское поселение             |
| 36  | Васькино                        | деревня          | 7         | Ёгонское сельское поселение              |
| 37  | Верхнее                         | деревня          | 8         | Любегощинское сельское поселение         |
| 38  | Веселово                        | деревня          | 6         | Романовское сельское поселение           |
| 39  | Веснино                         | деревня          | 1         | Кесемское сельское поселение             |
| 40  | Весьегонск                      | город            | ↗6330     | городское поселение город Весьегонск     |
| 41  | Волосово                        | деревня          | 18        | Ивановское сельское поселение            |
| 42  | Воскресенье                     | деревня          | 0         | Ёгонское сельское поселение              |
| 43  | Восход                          | деревня          | ↘89       | Ивановское сельское поселение            |
| 44  | Выбор                           | деревня          | 31        | Ивановское сельское поселение            |
| 45  | Высокое                         | деревня          | 1         | Пронинское сельское поселение            |
| 46  | Высокое                         | деревня          | 22        | Чамеровское сельское поселение           |
| 47  | Вялье                           | деревня          | 0         | Пронинское сельское поселение            |
| 48  | Вяльцево                        | деревня          | 1         | Кесемское сельское поселение             |
| 49  | Головково                       | деревня          | 0         | Романовское сельское поселение           |
| 50  | Гора                            | деревня          | 56        | Ёгонское сельское поселение              |
| 51  | Горбачево                       | деревня          | 5         | Романовское сельское поселение           |
| 52  | Горка                           | деревня          | 38        | Ивановское сельское поселение            |
| 53  | Горка                           | деревня          | 0         | Пронинское сельское поселение            |
| 54  | Горка                           | деревня          | 12        | Романовское сельское поселение           |
| 55  | Григорево                       | деревня          | 13        | Ёгонское сельское поселение              |
| 56  | Григорково                      | деревня          | ↘16       | Ивановское сельское поселение            |
| 57  | Губачево                        | деревня          | 43        | Кесемское сельское поселение             |
| 58  | Данилково                       | деревня          | 0         | Пронинское сельское поселение            |
| 59  | Добрица                         | деревня          | 1         | Романовское сельское поселение           |
| 60  | Доманово                        | деревня          | 6         | Кесемское сельское поселение             |
| 61  | Дор                             | деревня          | 9         | Любегощинское сельское поселение         |
| 62  | Дудино                          | деревня          | 6         | Чамеровское сельское поселение           |
| 63  | Дюдиково                        | деревня          | 91        | Романовское сельское поселение           |
| 64  | Ёгна                            | село             | ↘150      | Ёгонское сельское поселение              |
| 65  | Елейцино                        | деревня          | 19        | Ёгонское сельское поселение              |
| 66  | Емельяново                      | деревня          | ↘0        | Любегощинское сельское поселение         |
| 67  | Еремейцево                      | деревня          | 8         | Романовское сельское поселение           |
| 68  | Ермолкино                       | деревня          | 0         | Чамеровское сельское поселение           |
| 69  | Ещево                           | деревня          | 39        | Ивановское сельское поселение            |
| 70  | Жуково                          | деревня          | 19        | Любегощинское сельское поселение         |
| 71  | Збрындино                       | деревня          | 8         | Ивановское сельское поселение            |
| 72  | Звана                           | деревня          | 15        | Любегощинское сельское поселение         |
| 73  | Иван-Гора                       | деревня          | 62        | Кесемское сельское поселение             |
| 74  | Иваново                         | деревня          | ↘181      | Ивановское сельское поселение            |
| 75  | Ивашково                        | деревня          | 5         | Чамеровское сельское поселение           |
| 76  | Игнатково                       | деревня          | 0         | Романовское сельское поселение           |
| 77  | Ильинское                       | деревня          | 7         | Кесемское сельское поселение             |
| 78  | Ильинское                       | деревня          | 6         | Романовское сельское поселение           |
| 79  | Ильницы                         | деревня          | 0         | Кесемское сельское поселение             |
| 80  | Каменка                         | деревня          | 6         | Романовское сельское поселение           |
| 81  | Квасково                        | деревня          | 41        | Ёгонское сельское поселение              |
| 82  | Кесьма                          | село             | ↘614      | Кесемское сельское поселение             |
| 83  | Кишкино                         | деревня          | 15        | Ёгонское сельское поселение              |
| 84  | Кишкино                         | деревня          | 1         | Ивановское сельское поселение            |
| 85  | Коверниково                     | деревня          | 1         | Романовское сельское поселение           |
| 86  | Козлы                           | деревня          | 8         | Любегощинское сельское поселение         |
| 87  | Колынево                        | деревня          | ↘1        | Ёгонское сельское поселение              |
| 88  | Комлево                         | деревня          | 5         | Пронинское сельское поселение            |
| 89  | Коник                           | деревня          | 21        | Любегощинское сельское поселение         |
| 90  | Копаево                         | деревня          | 67        | Ивановское сельское поселение            |
| 91  | Корнягово                       | деревня          | 1         | Кесемское сельское поселение             |
| 92  | Коровкино                       | деревня          | 1         | Кесемское сельское поселение             |
| 93  | Косодавль                       | деревня          | 47        | Ёгонское сельское поселение              |
| 94  | Костиндор                       | деревня          | 1         | Чамеровское сельское поселение           |
| 95  | Кошелево                        | деревня          | 1         | Чамеровское сельское поселение           |
| 96  | Красное                         | деревня          | 0         | Любегощинское сельское поселение         |
| 97  | Крешнево                        | деревня          | 146       | Ивановское сельское поселение            |
| 98  | Круглиха                        | деревня          | 72        | Чамеровское сельское поселение           |
| 99  | Крутцы                          | деревня          | 1         | Кесемское сельское поселение             |
| 100 | Кузьминское                     | деревня          | 10        | Пронинское сельское поселение            |
| 101 | Кузьмищево                      | деревня          | 10        | Ёгонское сельское поселение              |
| 102 | Кулаково                        | деревня          | 0         | Кесемское сельское поселение             |
| 103 | Кулиберово                      | деревня          | 0         | Кесемское сельское поселение             |
| 104 | Лакутино                        | деревня          | 0         | Кесемское сельское поселение             |
| 105 | Ларихово                        | деревня          | 1         | Любегощинское сельское поселение         |
| 106 | Левково                         | деревня          | 6         | Любегощинское сельское поселение         |
| 107 | Липенка                         | деревня          | 1         | Любегощинское сельское поселение         |
| 108 | Лобнево                         | деревня          | 7         | Кесемское сельское поселение             |
| 109 | Лобозники                       | деревня          | 5         | Кесемское сельское поселение             |
| 110 | Лопатиха                        | деревня          | 21        | Чамеровское сельское поселение           |
| 111 | Лошицы                          | деревня          | ↘7        | Любегощинское сельское поселение         |
| 112 | Лукино                          | деревня          | 14        | Ивановское сельское поселение            |
| 113 | Любегощи                        | село             | ↘237      | Любегощинское сельское поселение         |
| 114 | Люберь                          | деревня          | 10        | Ёгонское сельское поселение              |
| 115 | Макарово                        | деревня          | ↘17       | Ёгонское сельское поселение              |
| 116 | Максимцево                      | деревня          | 0         | Чамеровское сельское поселение           |
| 117 | Малая Каменка                   | деревня          | 0         | Кесемское сельское поселение             |
| 118 | Малое Высокое                   | деревня          | 9         | Чамеровское сельское поселение           |
| 119 | Малое Овсяниково                | деревня          | 5         | Ёгонское сельское поселение              |
| 120 | Малое Фоминское                 | деревня          | ↘14       | Чамеровское сельское поселение           |
| 121 | Малыгино                        | деревня          | 12        | Ёгонское сельское поселение              |
| 122 | Малышево                        | деревня          | 8         | Ивановское сельское поселение            |
| 123 | Марачиха                        | деревня          | 0         | Любегощинское сельское поселение         |
| 124 | Маринино                        | деревня          | 1         | Ивановское сельское поселение            |
| 125 | Мартыниха                       | деревня          | 1         | Кесемское сельское поселение             |
| 126 | Матюшкино                       | деревня          | 1         | Романовское сельское поселение           |
| 127 | Медведково                      | деревня          | 19        | Чамеровское сельское поселение           |
| 128 | Медянки                         | деревня          | 10        | Пронинское сельское поселение            |
| 129 | Мелюхино                        | деревня          | 1         | Кесемское сельское поселение             |
| 130 | Метлино                         | деревня          | 1         | Ёгонское сельское поселение              |
| 131 | Микляево                        | деревня          | 16        | Чамеровское сельское поселение           |
| 132 | Миньево                         | деревня          | 8         | Кесемское сельское поселение             |
| 133 | Михалево                        | деревня          | ↘9        | Ивановское сельское поселение            |
| 134 | Мишуткино                       | деревня          | 1         | Любегощинское сельское поселение         |
| 135 | Можайка                         | деревня          | 23        | Кесемское сельское поселение             |
| 136 | Мордкино                        | деревня          | 11        | Ёгонское сельское поселение              |
| 137 | Мосеевское                      | деревня          | 1         | Романовское сельское поселение           |
| 138 | Мотаево                         | деревня          | 16        | Пронинское сельское поселение            |
| 139 | Мышкино                         | деревня          | 51        | Чамеровское сельское поселение           |
| 140 | Мякишево                        | деревня          | 5         | Кесемское сельское поселение             |
| 141 | Мякишево                        | деревня          | 0         | Любегощинское сельское поселение         |
| 142 | Неверово                        | деревня          | 15        | Кесемское сельское поселение             |
| 143 | Нестерово                       | деревня          | 21        | Любегощинское сельское поселение         |
| 144 | Никола-Высока                   | деревня          | ↘5        | Романовское сельское поселение           |
| 145 | Никола-Реня                     | деревня          | ↘0        | Ёгонское сельское поселение              |
| 146 | Никулино                        | деревня          | 0         | Ёгонское сельское поселение              |
| 147 | Никулино                        | деревня          | 40        | Ёгонское сельское поселение              |
| 148 | Новое                           | деревня          | 14        | Романовское сельское поселение           |
| 149 | Новое Шилково                   | деревня          | 1         | Кесемское сельское поселение             |
| 150 | Новоселок                       | деревня          | 0         | Любегощинское сельское поселение         |
| 151 | Овинище 1-е                     | деревня          | 0         | Кесемское сельское поселение             |
| 152 | Овинищи                         | посёлок          | 131       | Кесемское сельское поселение             |
| 153 | Огнишино                        | деревня          | 28        | Романовское сельское поселение           |
| 154 | Орда                            | деревня          | 6         | Чамеровское сельское поселение           |
| 155 | Осорино                         | деревня          | 6         | Чамеровское сельское поселение           |
| 156 | Остолопово                      | деревня          | ↘65       | Кесемское сельское поселение             |
| 157 | Острецово                       | деревня          | 12        | Чамеровское сельское поселение           |
| 158 | Остров                          | деревня          | ↘44       | Любегощинское сельское поселение         |
| 159 | Отдельный Дом Электроподстанции | населённый пункт | 1         | Кесемское сельское поселение             |
| 160 | Павловское                      | деревня          | 5         | Ёгонское сельское поселение              |
| 161 | Паскино                         | деревня          | 7         | Романовское сельское поселение           |
| 162 | Пашково                         | деревня          | 34        | Кесемское сельское поселение             |
| 163 | Перемут                         | деревня          | ↘26       | Ёгонское сельское поселение              |
| 164 | Петелево                        | деревня          | 0         | Кесемское сельское поселение             |
| 165 | Петровское                      | деревня          | 0         | Пронинское сельское поселение            |
| 166 | Петряйка                        | деревня          | #Н/Д      | Кесемское сельское поселение             |
| 167 | Плоское                         | деревня          | 21        | Кесемское сельское поселение             |
| 168 | Погорелово                      | деревня          | 56        | Ивановское сельское поселение            |
| 169 | Пограево                        | деревня          | 0         | Любегощинское сельское поселение         |
| 170 | Подлесное                       | деревня          | 17        | Ивановское сельское поселение            |
| 171 | Подольское                      | деревня          | 9         | Романовское сельское поселение           |
| 172 | Покрышкино                      | деревня          | 11        | Чамеровское сельское поселение           |
| 173 | Попадино                        | деревня          | 18        | Кесемское сельское поселение             |
| 174 | Попадьино                       | деревня          | 0         | Кесемское сельское поселение             |
| 175 | Поповка                         | деревня          | 1         | Кесемское сельское поселение             |
| 176 | Поповка                         | деревня          | 0         | Пронинское сельское поселение            |
| 177 | Попово                          | деревня          | 25        | Любегощинское сельское поселение         |
| 178 | Пореево                         | деревня          | 1         | Ёгонское сельское поселение              |
| 179 | Постижино                       | деревня          | 0         | Ивановское сельское поселение            |
| 180 | Поцеп                           | деревня          | 14        | Чамеровское сельское поселение           |
| 181 | Приворот                        | деревня          | 38        | Ивановское сельское поселение            |
| 182 | Приворот                        | деревня          | 13        | Романовское сельское поселение           |
| 183 | Пронино                         | деревня          | ↘151      | Пронинское сельское поселение            |
| 184 | Противье                        | деревня          | 1         | Кесемское сельское поселение             |
| 185 | Противье                        | деревня          | 55        | Романовское сельское поселение           |
| 186 | Пылево                          | деревня          | ↘0        | Любегощинское сельское поселение         |
| 187 | Пятницкое                       | деревня          | ↘19       | Кесемское сельское поселение             |
| 188 | Раменье                         | деревня          | 40        | Ёгонское сельское поселение              |
| 189 | Раменье                         | деревня          | 1         | Кесемское сельское поселение             |
| 190 | Романовский Льнозавод           | посёлок          | 33        | Романовское сельское поселение           |
| 191 | Романовское                     | село             | ↘62       | Романовское сельское поселение           |
| 192 | Романцево                       | деревня          | 16        | Пронинское сельское поселение            |
| 193 | Романцево                       | деревня          | 31        | Романовское сельское поселение           |
| 194 | Рябинкино                       | деревня          | 26        | Чамеровское сельское поселение           |
| 195 | Савелово                        | деревня          | 24        | Пронинское сельское поселение            |
| 196 | Савино                          | деревня          | 17        | Романовское сельское поселение           |
| 197 | Сажиха                          | деревня          | 42        | Чамеровское сельское поселение           |
| 198 | Самша-1                         | деревня          | 14        | Ивановское сельское поселение            |
| 199 | Самша-2                         | деревня          | 26        | Ивановское сельское поселение            |
| 200 | Сандырево                       | деревня          | 0         | Любегощинское сельское поселение         |
| 201 | Селиваново                      | деревня          | 8         | Пронинское сельское поселение            |
| 202 | Сельца                          | деревня          | 1         | Кесемское сельское поселение             |
| 203 | Сенцово                         | деревня          | 1         | Ивановское сельское поселение            |
| 204 | Слуды                           | деревня          | 25        | Ёгонское сельское поселение              |
| 205 | Софрониха                       | деревня          | 12        | Кесемское сельское поселение             |
| 206 | Спас-Реня                       | деревня          | ↘6        | Ёгонское сельское поселение              |
| 207 | Станино                         | деревня          | 21        | Чамеровское сельское поселение           |
| 208 | Старое                          | деревня          | 33        | Ёгонское сельское поселение              |
| 209 | Старое                          | деревня          | 8         | Кесемское сельское поселение             |
| 210 | Старое                          | деревня          | 0         | Чамеровское сельское поселение           |
| 211 | Старое Шилково                  | деревня          | 0         | Кесемское сельское поселение             |
| 212 | Стафурово                       | деревня          | 6         | Романовское сельское поселение           |
| 213 | Столбищи                        | деревня          | ↘109      | Пронинское сельское поселение            |
| 214 | Стракуново                      | деревня          | 0         | Ёгонское сельское поселение              |
| 215 | Страшино                        | деревня          | 12        | Любегощинское сельское поселение         |
| 216 | Стрекачево                      | деревня          | 8         | Ёгонское сельское поселение              |
| 217 | Стрекачево                      | деревня          | 0         | Любегощинское сельское поселение         |
| 218 | Стрелица                        | деревня          | 10        | Ёгонское сельское поселение              |
| 219 | Суково                          | деревня          | ↘45       | Чамеровское сельское поселение           |
| 220 | Суслово                         | деревня          | 1         | Ивановское сельское поселение            |
| 221 | Суховерхово                     | деревня          | 0         | Любегощинское сельское поселение         |
| 222 | Сухолжино                       | деревня          | 1         | Ёгонское сельское поселение              |
| 223 | Сычево                          | деревня          | 4         | Романовское сельское поселение           |
| 224 | Талашманка                      | деревня          | 1         | Романовское сельское поселение           |
| 225 | Тарачево                        | деревня          | 1         | Кесемское сельское поселение             |
| 226 | Тарачево                        | деревня          | 11        | Пронинское сельское поселение            |
| 227 | Тебеньки                        | деревня          | 1         | Пронинское сельское поселение            |
| 228 | Телятово                        | деревня          | 90        | Чамеровское сельское поселение           |
| 229 | Терпигора                       | деревня          | 7         | Кесемское сельское поселение             |
| 230 | Тиманское                       | деревня          | 33        | Ёгонское сельское поселение              |
| 231 | Тимофеево                       | деревня          | 1         | Любегощинское сельское поселение         |
| 232 | Тимошкино                       | деревня          | 106       | Кесемское сельское поселение             |
| 233 | Титовское                       | деревня          | 1         | Ивановское сельское поселение            |
| 234 | Топорищево                      | деревня          | 42        | Романовское сельское поселение           |
| 235 | Троицкое-Александрово           | деревня          | 13        | Ивановское сельское поселение            |
| 236 | Тучково                         | деревня          | 1         | Любегощинское сельское поселение         |
| 237 | Улитино                         | деревня          | 11        | Ёгонское сельское поселение              |
| 238 | Ульяниха                        | деревня          | 17        | Чамеровское сельское поселение           |
| 239 | Ушаково                         | деревня          | 0         | Пронинское сельское поселение            |
| 240 | Федово                          | деревня          | 12        | Чамеровское сельское поселение           |
| 241 | Федорково                       | деревня          | ↘13       | Ёгонское сельское поселение              |
| 242 | Федотово                        | деревня          | 5         | Ёгонское сельское поселение              |
| 243 | Филипово                        | деревня          | 9         | Чамеровское сельское поселение           |
| 244 | Филиппцево                      | деревня          | 8         | Ёгонское сельское поселение              |
| 245 | Хахилево                        | деревня          | 82        | Чамеровское сельское поселение           |
| 246 | Хмельнево                       | деревня          | 18        | Пронинское сельское поселение            |
| 247 | Холм                            | деревня          | 1         | Кесемское сельское поселение             |
| 248 | Хрущи                           | деревня          | 1         | Ёгонское сельское поселение              |
| 249 | Чамерово                        | село             | ↘251      | Чамеровское сельское поселение           |
| 250 | Часовня                         | деревня          | 0         | Любегощинское сельское поселение         |
| 251 | Чернецкое                       | деревня          | ↘92       | Пронинское сельское поселение            |
| 252 | Чернягино                       | деревня          | 1         | Кесемское сельское поселение             |
| 253 | Чижово                          | деревня          | 1         | Ивановское сельское поселение            |
| 254 | Чистая Дуброва                  | село             | ↘92       | Чамеровское сельское поселение           |
| 255 | Чурилково                       | деревня          | 76        | Романовское сельское поселение           |
| 256 | Чухарево                        | деревня          | 33        | Кесемское сельское поселение             |
| 257 | Шарицы                          | деревня          | 29        | Ёгонское сельское поселение              |
| 258 | Шеломово                        | деревня          | 0         | Чамеровское сельское поселение           |
| 259 | Шенское                         | деревня          | 0         | Пронинское сельское поселение            |
| 260 | Щелканиха                       | деревня          | 0         | Любегощинское сельское поселение         |
| 261 | Щетка                           | деревня          | 0         | Кесемское сельское поселение             |
| 262 | Юрьевское                       | деревня          | 9         | Ивановское сельское поселение            |
| 263 | Якушино                         | деревня          | 0         | Кесемское сельское поселение             |
| 264 | Яснево                          | деревня          | 0         | Кесемское сельское поселение             |